# Conferência Sul do Brasil Futebol Americano de 2018
A Conferência Sul é uma das quatro conferências da Brasil Futebol Americano de 2018. A conferência possui sete times. Os quatro melhores times avançam a semifinais da conferência, com o primeiro recebendo o quarto colocado e o segundo recebendo o terceiro. Os vencedores avançam para a final de conferência, com mando do time de melhor campanha. O campeão da conferência classifica-se às Semifinais Nacionais para enfrentar o campeão da Conferência Sudeste. A pior equipe da conferência sendo rebaixada para a Liga Nacional de 2019.

## Classificação
Classificados para os Playoffs estão marcados em verde e em rosa o rebaixado à Liga Nacional de 2019.
| Pos | Times                | V | E | D | PCT   | PF  | PS  | SP   |
| --- | -------------------- | - | - | - | ----- | --- | --- | ---- |
| 1   | Timbó Rex            | 6 | 0 | 0 | 1.000 | 262 | 58  | 204  |
| 2   | Coritiba Crocodiles  | 5 | 0 | 1 | .833  | 144 | 62  | 82   |
| 3   | Paraná HP            | 4 | 0 | 2 | .667  | 153 | 74  | 79   |
| 4   | Santa Maria Soldiers | 3 | 0 | 3 | .500  | 137 | 80  | 57   |
| 5   | Jaraguá Breakers     | 2 | 0 | 4 | .333  | 35  | 142 | -107 |
| 6   | São José Istepôs     | 1 | 0 | 5 | .167  | 57  | 147 | -90  |
| 7   | Juventude FA         | 0 | 0 | 6 | .000  | 0   | 225 | -225 |

### Resultados
Primeira Rodada
| 21 de julho 14:00 UTC -3 | Relatório | Santa Maria Soldiers | 49–14 | São José Istepôs |  | Estádio Presidente Vargas, Santa Maria-RS |  |

| 22 de julho 14:00 UTC -3 | Relatório | Coritiba Crocodiles | 21–00 | Paraná HP |  | Complexo Brown Spíders, Curitiba-PR |  |

| 22 de julho 14:30 UTC -3 | Relatório | Timbó Rex | 56–00 | Juventude FA |  | Complexo Esportivo Timbó, Timbó-SC |  |

Segunda Rodada
| 4 de agosto 14:00 UTC -3 | Relatório | Paraná HP | 27–20 | Santa Maria Soldiers |  | Complexo Brown Spíders, Curitiba-PR |  |

| 5 de agosto 14:00 UTC -3 | Relatório | Jaraguá Breakers | 10–49 | Timbó Rex |  | Parque de Eventos Alfredo Pasold, Schroeder-SC |  |

| 5 de agosto 14:00 UTC -3 | Relatório | São José Istepôs | 07–14 | Coritiba Crocodiles |  | Colégio Forquilhão, São José-SC |  |

Terceira Rodada
| 18 de agosto 14:00 UTC -3 | Relatório | Santa Maria Soldiers | 14–24 | Timbó Rex |  | Estádio Presidente Vargas, Santa Maria-RS |  |

| 19 de agosto 14:00 UTC -3 | Relatório | Coritiba Crocodiles | 27–06 | Jaraguá Breakers |  | Complexo Brown Spíders, Curitiba-PR |  |

| 20 de agosto 14:00 UTC -3 | Relatório | São José Istepôs | 30–00 | Juventude FA |  | Colégio Forquilhão, São José-SC |  |

Quarta Rodada
| 1 de setembro 14:00 UTC -3 | Relatório | Juventude FA | 00–38 | Paraná HP |  | CT do Juventude, Caxias do Sul-RS |  |

| 1 de setembro 14:00 UTC -3 | Relatório | Santa Maria Soldiers | 03–00 | Jaraguá Breakers |  | Estádio Presidente Vargas, Santa Maria-RS |  |

| 21 de outubro 15:00 UTC -3 | Relatório | Timbó Rex | 42–17 | Coritiba Crocodiles |  | Complexo Esportivo Timbó, Timbó-SC |  |

Quinta Rodada
| 15 de setembro 14:00 UTC -3 | Relatório | Coritiba Crocodiles | 15–07 | Santa Maria Soldiers |  | Complexo Brown Spíders, Curitiba-PR |  |

| 16 de setembro 14:00 UTC -3 | Relatório | São José Istepôs | 00–14 | Paraná HP |  | Colégio Forquilhão, São José-SC |  |

| 16 de setembro 14:00 UTC -3 | Relatório | Jaraguá Breakers | 07–00 | Juventude FA |  | Parque de Eventos Alfredo Pasold, Schroeder-SC |  |

Sexta Rodada
| 29 de setembro 14:00 UTC -3 | Relatório | Juventude FA | 00–50 | Coritiba Crocodiles |  | CT do Juventude, Caxias do Sul-RS |  |

| 30 de setembro 14:00 UTC -3 | Relatório | Paraná HP | 57–03 | Jaraguá Breakers |  | Complexo Brown Spíders, Curitiba-PR |  |

| 30 de setembro 14:30 UTC -3 | Relatório | Timbó Rex | 61–00 | São José Istepôs |  | Complexo Esportivo Timbó, Timbó-SC |  |

Sétima Rodada
| 13 de outubro 14:00 UTC -3 | Relatório | Juventude FA | 00–44 | Santa Maria Soldiers |  | CT do Juventude, Caxias do Sul-RS |  |

| 13 de outubro 14:00 UTC -3 | Relatório | Jaraguá Breakers | 09–06 | São José Istepôs |  | Parque de Eventos Alfredo Pasold, Schroeder-SC |  |

| 14 de outubro 14:00 UTC -3 | Relatório | Paraná HP | 17–30 | Timbó Rex |  | Complexo Brown Spíders, Curitiba-PR |  |